# منطقه سرپرستی گرسیک
منطقه سرپرستی گرسیک (به لاتین: Gresik Regency) یک منطقهٔ مسکونی در اندونزی است که در جاوه شرقی واقع شده‌است. منطقه سرپرستی گرسیک ۱٬۱۳۷٫۰۵ کیلومتر مربع مساحت و ۱٬۱۷۷٬۲۰۱ نفر جمعیت دارد.
این منطقه درسال ۲۰۱۷ میزبان بازیهای والیبال قهرمانی مردان آسیا بود که با قهرمانی ژاپن خاتمه یافت.